# Кайзершмарн
Кайзершмарн (нім. Kaiserschmarrn, словен. cesarski praženec, словен. šmorn, угор. császármorzsa, чеськ. císařský trhanec) — традиційна страва австрійської та баварської кухні. Також під різними назвами трапляється у суміжних з Австрією країнах — Чехії, Словенії, Угорщині. Німецька назва Kaiserschmarrn перекладається як «кайзерівський омлет». За легендою, це була улюблена страва австрійського імператора (кайзера) Франца Йосифа I (1830—1916).

## Приготування
Кайзершмарен — це легкий, карамелізований млинець з солодкого тіста, що виготовляється з борошна, яєць, цукру, солі та молока. Млинець смажиться на вершковому маслі. У процесі смаження млинець розділяють лопаткою на невеликі шматочки. В оригінальному рецепті до тіста можна додавати родзинки. У модифікованих рецептах до тіста додають вишню, сливи, горіхи, яблучне варення або шматочки яблук, карамелізовані родзинки, мигдаль. Страву посипають цукром або пудрою та подають з варення або сливовим компотом.